# 라크메

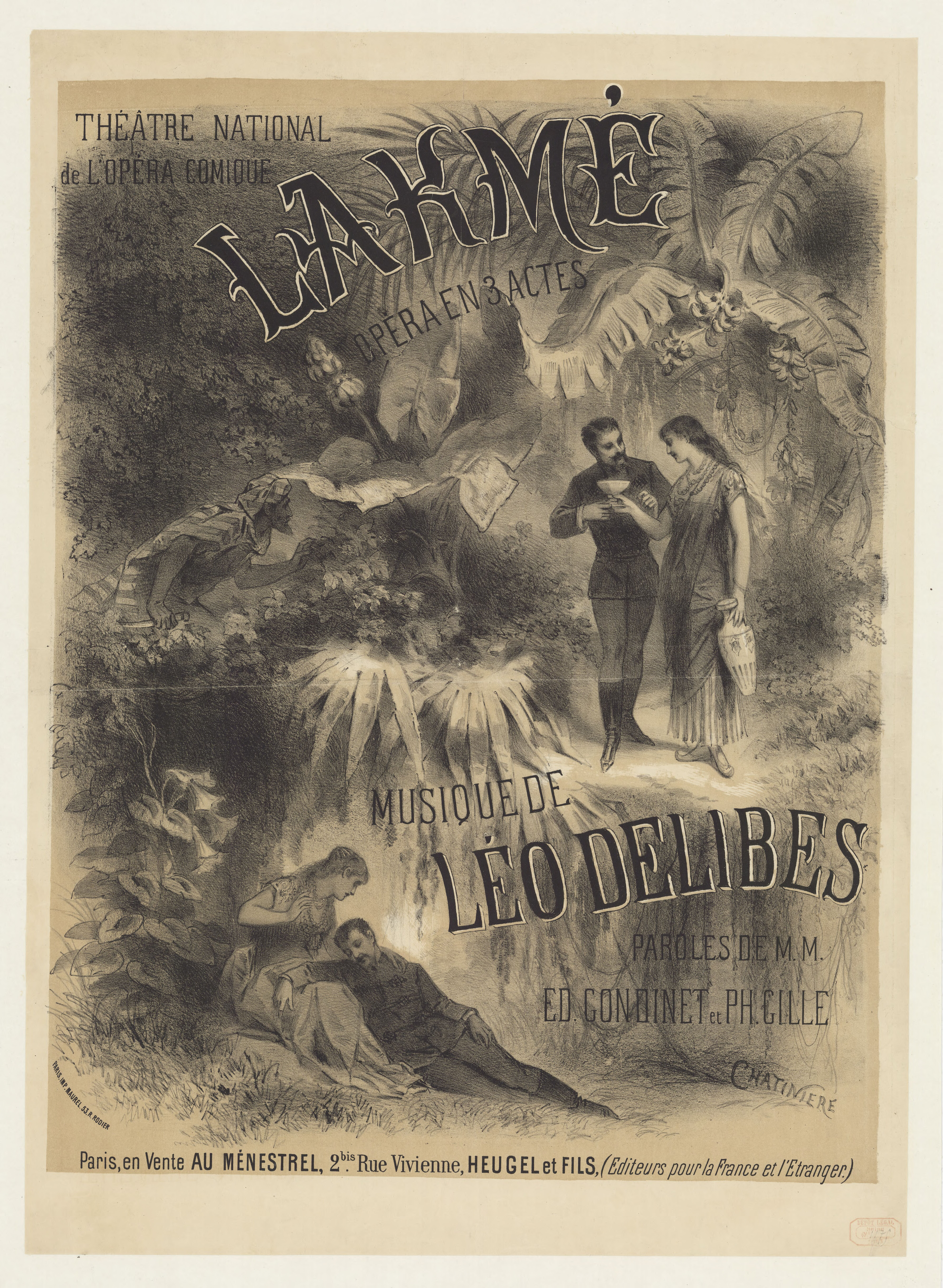

라크메(프랑스어: Lakme)는 레오 들리브가 작곡한 3막의 오페라이다. 피에르 로티의 1880년 소설, Rarahu ou Le Mariage de Loti를 기초로 에드몽 곤디네와 필리프 질이 합작하여 프랑스어 오페라 대본(libretto)을 작성하였다. 1883년 4월 14일 파리시의 오페라 코미크에서 초연되었으며 같은 장소에서 1909년 6월 5백회, 1931년 5월 1천회 기념 공연을 펼쳤다. 1908년에는 파리의 Gaîté Lyrique 극장에서 Alice Verlet(소프라노), David Devriès(테너), Félix Vieuille(베이스)가 함께 공연하기도 했다.

## 등장인물
- 라크메 - 브라만 여사제, 소프라노
- 니라칸타- 그녀의 아버지로 브라만 고승, 베이스- 바리톤
- 말리카 - 그녀의 노예, 메조소프라노
- 엘린, 소프라노
- 로즈, 소프라노
- 벤손 부인 - 그들의 가정교사, 메조소프라노
- 제럴드, 테너
- 프레더릭, 바리톤

### 1막
브라마(Brahma ; 梵天)를 모신 정원이다. 니라칸타와 라크메 그리고 브라마 신봉자들은 시바(Siva) 신을 향해서 기도문을 노래한다. 그 사람들이 떠나고 나자, 단둘이 남은 라크메와 그녀의 하녀인 말리카는 매력적인 바르커롤 [재스민이 울창한 둥근 지붕 D me pais, le jasmin]을 노래하면서 목욕할 준비를 하고는 배 위에 올라탄다. 자리를 비우기 전에 라크메는 그녀가 가진 보석을 정원의 탁자 위에다 빼놓는다. 브라만교 수도원 규율에 따라 신자들 외에는 아무도 들어올 수 없기 때문에 탁자 위의 보석은 매우 안전하다.
그러나 한 무리의 영국 관광객들, 엘린, 로즈, 제럴드, 프레더릭 그리고 우스꽝스러운 시녀 벤손 부인은 호기심에 그 규율을 깨고 만다. 그들은 프레더릭이 주의를 주어 독을 지닌 진기한 꽃들을 꺾지는 않았지만, 결국 탁자 위에 놓인 보석을 발견하고 그 아름다움에 감탄해서 소리를 지른다. 제럴드는 그러한 보석의 소유자를 알고 싶은 호기 심에 혼자 남아 그 보석을 스케치한다. 그리고 매혹적인 아리아 [엉터리 점쟁이들의 환상 Fantaisie aux divins mensonges]를 부른다.
이윽고 라크메가 목욕을 마치고 다시 돌아오면서 [숲속에서 슬픔과 기쁨을 동시에 느끼는 이유 Pourquoi dans les grands bois]를 부른다. 그 때 제럴드의 모습을 보고 반해 버린 라크메는 하녀를 쫓아보내고 제럴드 곁으로 다가가 다른 사람에게 발각되면 위험하니 빨리 정원에서 나가라고 한다. 그녀에게 마음을 뺏긴 제럴드는 쉽게 떠나려 하지 않고, 사랑의 2중창 [청춘의 신이여, 봄의 신이여 C'est le Dieu de la jeunesse, c'est le Dieu du printemps]를 부르며 함께 있는다. 그 때 니라칸타가 들어왔기 때문에 제럴드는 재빨리 도망치지만, 니라칸타는 신성한 정원을 더럽힌 침입자를 죽이겠다고 외친다.

### 2막
장소는 시장으로, 힌두교인들의 축제가 한창 거행중이다. 다섯 명의 영국인 여행자들이 이국적인 춤, 북적거리며 떠들어대는 군중, 거리 의 행상인들 그리고 거지들을 재미난 듯이 호기심에 가득 차서 보고 있다. 한 우스운 사건으로 벤손 부인이 시계를 도난당하기도 한다.
자기 사원에 침입한 자를 찾기 위해 니라칸타가 거지로 변장하여 라크메와 함께 나타난다. 라크메는 아버지의 명령에 따라 거리의 가수 딸로 변장하여 제럴드를 매료시키려고 노래를 부른다. [종의 노래 Air des clochettes]라는 유명한 이 아리아는 많은 남자를 매료시켰다. 이 오페라에서 가장 인기 있는 노래 [젊은 힌두 아가씨, 어디로 가시나요 [O va la jeune Indoue?]도 불린다.
제럴드의 군대가 한 쪽으로 행진할 때, 프레더릭은 그들이 그 날 저녁 외출 허가를 받은 것과 제럴드가 이제 다시는 그의 수녀를 볼 수 없게 된 것이 기쁘다고 말한다. 라크메가 노래를 불러도 찾는 사람은 나타나지 않는데, 니라칸타 수하에 있는 한 젊은이가 제럴드를 발견하고는 칼로 찌른다. 라크메가 그것을 보고 달려와서 살펴보니 다행히 상처는 깊지 않다. 그녀는 하인과 함께 그를 은밀한 동굴로 데려간다.

### 3막
장소는 동굴 속으로, 라크메는 제럴드가 누워 자는 동안 그를 향해 달콤한 노래를 부른다. 그는 깨어나면서 [아, 깊은 숲속으로 가자 Ah, viens dans la for t profonde]로 대답하는데 라크메와 단 둘이 함께하는 행복을 노래한다. 그녀는 영원한 사랑의 샘에서 솟아 나는 물을 떠오기 위해서 그의 곁을 떠난다. 이제 그들은 함께 자기들의 행복을 마실 수 있게 된 것이다.
그러나 그녀가 나간 동안, 프레더릭이 들어와서는 제럴드의 연대가 그날 저녁 떠나게 된다는 것을 알려준다. 비록 그가 라크메의 아름다움에 완전히 반했다지만 훌륭한 영국 장교인 제럴드는 함께 할 것을 대답한다. 라크메가 돌아왔을 때, 그녀는 그가 변심했다는 것을 느꼈다. 그녀가 그 마술의 물을 주었을 때 그는 마시려 하지 않는다. 절망에 빠진 그녀는 독이 든 풀을 한 움큼 뜯고는 그것을 먹는다.
제럴드가 마음을 돌려 사랑의 물을 마시려 하지만 이미 너무 늦었다. 그녀가 [당신은 내게 달콤한 꿈을 주었어요 Tu m'as donn le plus doux r ve]를 부르고는 그의 품안에서 숨을 거둔다. 니라칸타가 제럴드를 죽이려고 기를 쓰며 들어오자, 제럴드는 슬픔에 젖은 채 프레더릭과 함께 부대로 돌아간다. 니라칸타는 떠나면서 그의 딸을 환영할 브라만의 천국에 대해 생각하며 우수에 잠긴다.

## 유명한 아리아
- 엉터리 점쟁이들의 환상 Fantaisie aux divins mensonges (테너)
- 종의 노래 Air des clochettes (소프라노)